# Christian Gytkjær
Christian Gytkjær (* 6. Mai 1990 in Roskilde) ist ein dänischer Fußballspieler, der seit Sommer 2023 beim FC Venedig unter Vertrag steht.

## Karriere

### Verein
Gytkjær entstammt der Jugendarbeit des dänischen Clubs Lyngby BK. Von 2008 bis 2010 stand er beim dänischen Erstligisten FC Nordsjælland unter Vertrag und war in dieser Zeit an den dänischen Zweitligisten AB Gladsaxe und den norwegischen Erstligisten Sandnes Ulf verliehen. Von 2012 bis 2016 spielte er in Norwegen für den FK Haugesund, anschließend beim norwegischen Rekordmeister Rosenborg Trondheim. Zur Winterpause der Spielzeit 2016/17 wechselte er zum deutschen Zweitligisten TSV 1860 München. Bereits bei seinem ersten Einsatz bei der 1:2-Niederlage gegen Arminia Bielefeld am 3. Februar 2017 konnte er ein Tor für die Münchner Löwen erzielen. Nach dem Abstieg des TSV verließ er den Verein nach einer halben Spielzeit wieder.
Zur Saison 2017/18 wechselte Gytkjær zum polnischen Erstligisten Lech Posen, bei dem er einen Zweijahresvertrag bis zum 30. Juni 2019 mit einer Option auf ein weiteres Jahr erhielt.
Zur Saison 2020/21 wechselte Gytkjær ablösefrei als Torschützenkönig der Ekstraklasa zu dem in der italienischen Serie B spielenden AC Monza. 2022 stieg er mit dem Verein in die Serie A auf. Im Sommer 2023 lief der Vertrag aus.
Im Sommer 2023 wechselte er zum FC Venedig.

### Nationalmannschaft
Gytkjær durchlief alle Nachwuchsteams der dänischen Nationalmannschaft. Er debütierte für diese im November 2016 bei einem 1:1 gegen Tschechien.

## Erfolge
Im Verein:
- Norwegischer Meister: 2016
- Dänischer Pokalsieger: 2011
- Norwegischer Pokalsieger: 2016

Persönlich:
- Torschützenkönig der Ekstraklasa (Polen): 2019/20 (für Lech Posen, 24 Tore)
- Torschützenkönig der Tippeligaen (Norwegen): 2016 (für Rosenborg Trondheim, 19 Tore)